# Annamia normani
Annamia normani és una espècie de peix de la família dels balitòrids i de l'ordre dels cipriniformes.

## Morfologia
- Els mascles poden assolir 7,8 cm de longitud total.[5][6]

## Alimentació
Menja petits animals bentònics, principalment larves d'insectes.

## Hàbitat
És un peix d'aigua dolça i de clima tropical.

## Distribució geogràfica
Es troba a Àsia: conca del riu Mekong.

## Ús comercial
No és pescat comercialment.